# Good Feeling
| Оценки критиков      | Оценки критиков |
| Источник             | Оценка          |
| -------------------- | --------------- |
| Allmusic             | [ 1 ]           |
| Entertainment Weekly | B+              |
| Pitchfork Media      | (6.2/10)        |
| The Guardian         | [ 4 ]           |
| The Independent      | (Positive)      |
| The New York Times   | (Mixed)         |
| The Observer         | (Positive)      |

Good Feeling — дебютный студийный альбом шотландской рок-группы Travis, выпущенный  26 сентября 1997 года на лейбле Independiente Records.

## История
Дебютный альбом группы имеет гораздо более энергичное и «роковое» звучание, чем их последующие релизы, и часто считается одним из их лучших. В 2000 году альбом был переиздан, с единственными отличиями, заключающимися в оформлении нового альбома и слегка измененной версии «More Than Us».
Альбом Good Feeling получил положительные отзывы музыкальной критики и интернет-изданий. Среди отзывов: Allmusic, Pitchfork, The Guardian, The Independent.

## Список треков
Автор всех треков Фрэнсис «Фрэн» Хили.
| №                   | Название                    | Длительность |
| ------------------- | --------------------------- | ------------ |
| 1.                  | «All I Want to Do Is Rock»  | 3:52         |
| 2.                  | «U16 Girls»                 | 4:00         |
| 3.                  | «The Line Is Fine»          | 4:04         |
| 4.                  | «Good Day to Die»           | 3:17         |
| 5.                  | «Good Feeling»              | 3:24         |
| 6.                  | «Midsummer Nights Dreamin'» | 3:54         |
| 7.                  | «Tied to the 90's»          | 3:08         |
| 8.                  | «I Love You Anyways»        | 5:30         |
| 9.                  | «Happy»                     | 4:15         |
| 10.                 | «More Than Us»              | 3:56         |
| 11.                 | «Falling Down»              | 4:17         |
| 12.                 | «Funny Thing»               | 5:22         |
| Общая длительность: | Общая длительность:         | 49:05        |